# آیا شیموکوزورو
آیا شیموکوزورو (انگلیسی: Aya Shimokozuru؛ زادهٔ ۷ ژوئن ۱۹۸۲) بازیکن فوتبال اهل ژاپن است.
وی همچنین در تیم ملی فوتبال زنان ژاپن بازی کرده‌است.